# Radiosonda

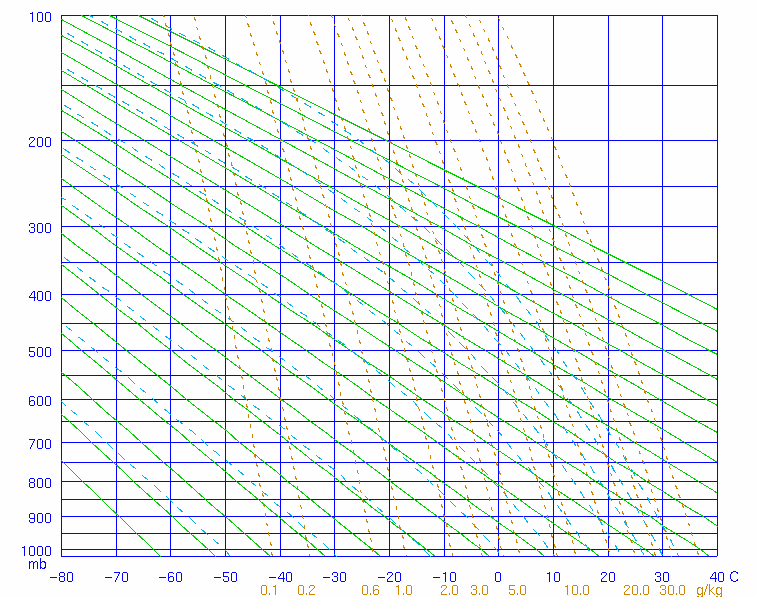
Diagrama de Stüve.

Una radiosonda es un dispositivo empleado en globos meteorológicos para medir varios parámetros atmosféricos y transmitirlos a un aparato receptor fijo. La frecuencia de radio de 403 MHz está reservada para uso con las radiosondas. Una radiovientosonda (rawinsonde, en inglés) es un dispositivo más simple cuyo propósito es medir solo la velocidad del viento. Estas medidas se toman realizando un seguimiento de la posición de la radiovientosonda, por lo que no necesita un enlace de radio.
El dispositivo se ata a un globo lleno de helio o hidrógeno que lo eleva a través de la atmósfera. El globo estalla cuando alcanza una altura aproximada de 30 000 metros (cerca de 100 000 pies) debido a la falta de presión del aire externo a esa altitud. Las radiosondas modernas se comunican por radio con un ordenador que almacena todas las variables en tiempo real. Las primeras radiovientosondas se observaban desde el suelo con un teodolito y daban solo una estimación del viento según la posición. Las radiosondas modernas pueden emplear varios mecanismos para determinar la velocidad y dirección del viento, como Loran (ayuda a la navegación de largo alcance), radio direction finder y GPS. Las variables más importantes medidas por las radiosondas modernas son:
- Presión
- Altitud
- Posición geográfica (Latitud/Longitud)
- Temperatura
- Humedad relativa
- Velocidad y dirección del viento
- Algunas también median la concentración de ozono

Con los datos, es posible dibujar diagramas Stüve, que son útiles para interpretar fenómenos tales como las inversiones térmicas.
Las radiosondas tienen un peso aproximado de 250 gramos. El principal fabricante es Vaisala en Finlandia.
La sonda rusa de Venus VeGa dejó en 1984 dos radiosondas en la atmósfera de Venus que se podían rastrear durante dos días.